# Kindgui
Kindgui (en georgiano: კინდღი; en abjasio: Кындыӷ, romanizado: Kyndyg) es un pueblo que pertenece a la parcialmente reconocida República de Abjasia, dentro del distrito de Ochamchira, aunque de iure es parte del municipio de Ochamchire de la República Autónoma de Abjasia de Georgia.

## Geografía
Kindgui está a 18 km al oeste de Ochamchire. Limita con Kutoli en el noreste y Atara en el norte; Adziubzha y Arakichi en el oeste, y Tamishi en el este, donde el límite del pueblo está formado por el río Toumysh. Las aldeas de Ajali Kindgui y Lepona están bajo la administración del pueblo. 

## Historia
El asentamiento de Kindgui estaba ubicado en el territorio de la aldea, un gran asentamiento del final de la Edad del Bronce (sus excavaciones se pararon indefinidamente cuando estalló la guerra de Abjasia). Se cree que el asentamiento dejó de existir 100 años antes de la aparición de los colonos griegos en la zona.
En el siglo XIII, aparecieron puestos comerciales genoveses en la costa de Abjasia. Cerca del pueblo de Ajali Kindgui se encuentra las ruinas de la fortaleza de San Tommaso, uno de los resultados del esfuerzo diplomático y militar de la república de Génova para establecerse firmemente en toda la costa del Mar Negro.
En el siglo XIX, Kindgui era parte del pueblo vecino de Tamishi y solo vivían allí campesinos abjasios.
Cuando Stalin estaba en el poder en la década de 1930, muchos mingrelianos del oeste de Georgia emigraron y se establecieron en la parte occidental del pueblo (deshabitada en el pasado). Al principio formaron un único selsovet pero posteriormente se dividieron hasta 1993 en Kindgui y Ajali Kindgui.
Al final de la guerra de Abjasia (1992-1993), los habitantes georgianas huyeron de sus hogares y también el territorio de Ajali Kindgui se unificó con Kindgui. Después de la guerra, la aldea quedó gravemente devastada como resultado de los intensos combates, y la población abjasia local también se fue en su mayoría a Sujumi. Algunos regresaron más tarde y convirtieron varias casas y terrenos en la antigua Ajali Kindgui en apartamentos o parques de caravanas para turistas, para que pasen ahí sus vacaciones junto al mar o en las aguas termales en el extremo occidental de Novy Kyndyg.

## Demografía
La evolución demográfica de Kindgi entre 1959 y 2011 fue la siguiente:
| 2078                                                | 3934 | 711 |
| (Fuente: Population of Abkhazia since Soviet times) |      |     |

La población ha disminuido la población más de un 80% (la mayoría de la población que se fue era en su mayoría georgiana) tras la guerra de Abjasia, en lo que se llama la limpieza étnica de georgianos en Abjasia. Anteriormente hubo una igualdad de números entre las comunidades georgiana y abjasia, pero hoy en día son mayoritarios los abjasios étnicos.
|              | 2011      | 2011       |
| Grupo étnico | Población | Porcentaje |
| ------------ | --------- | ---------- |
| Georgianos   | 7         | 1%         |
| Abjasios     | 668       | 94%        |
| Rusos        | 22        | 3,1%       |
| Ucranianos   | 4         | 0,6%       |
| Armenios     | 9         | 1,3%       |
| Total        | 711       | 100%       |

## Economía
La población obtiene su principal ingreso de las actividades agrícolas y el turismo. En el territorio del pueblo hay una pensión, un par de hoteles y un complejo de invernaderos.
En enero de 2021, los funcionarios abjasios desactivaron tres criptogranjas (en una granja avícola, en una fuente termal y en un hogar privado).

## Infraestructura

### Arquitectura, monumentos y lugares de interés
El principal atractivo turístico del pueblo son las aguas termales de Kindgui, una fuente termal de sulfuro de hidrógeno. Cerca del pueblo se encuentran las ruinas de la fortaleza de Kindgui, también conocida como fortaleza de San Tommaso, la fortaleza es la más antigua de las fortificaciones del período genovés en Abjasia (siglo XIII). A 4 km de Kindgui se encuentran las ruinas de un pequeño templo griego".

### Transporte
La carretera que conecta Sujumi con Georgia y el ferrocarril pasan por el pueblo.

## Galería

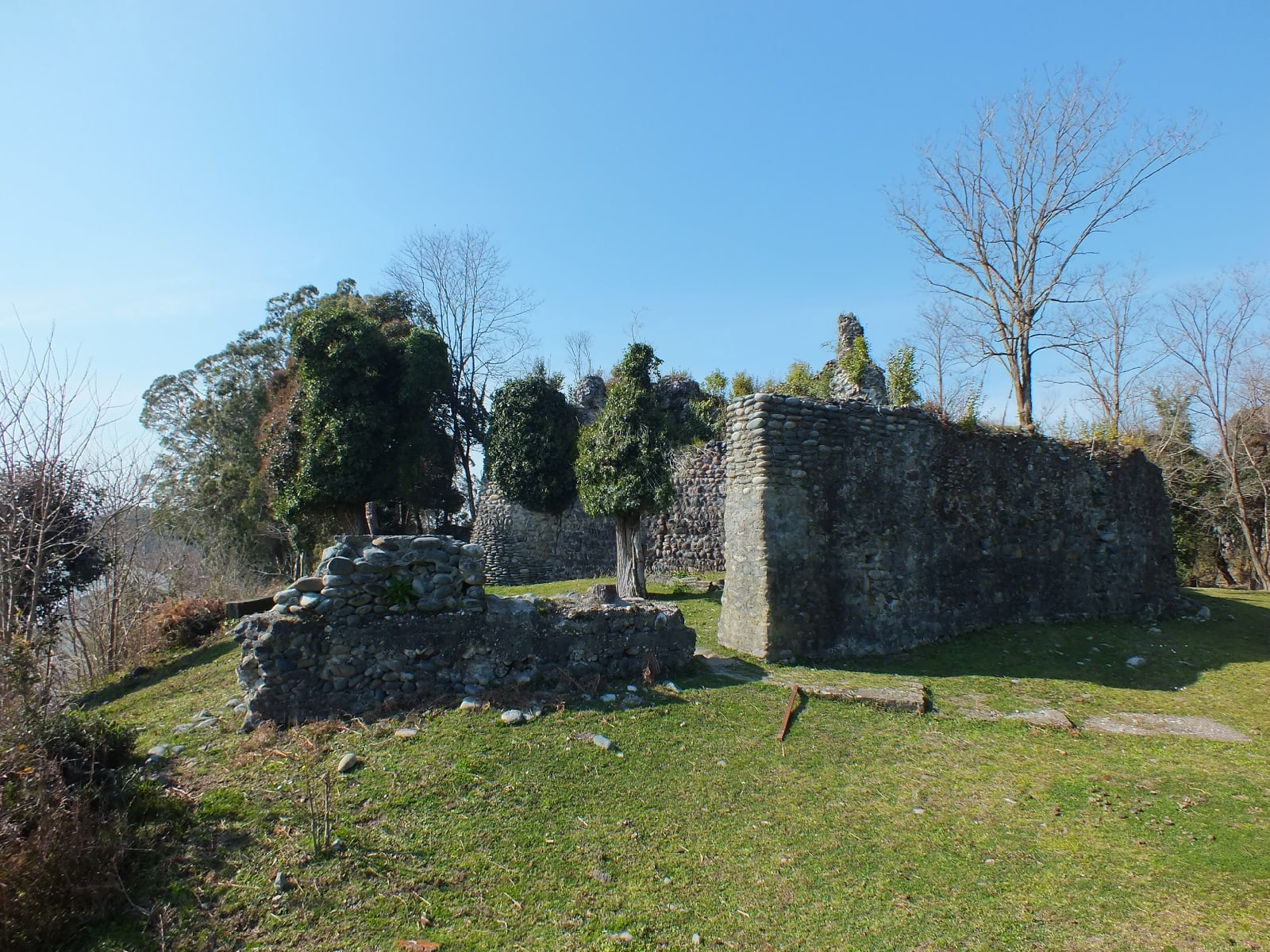
Fortaleza de Kindgui
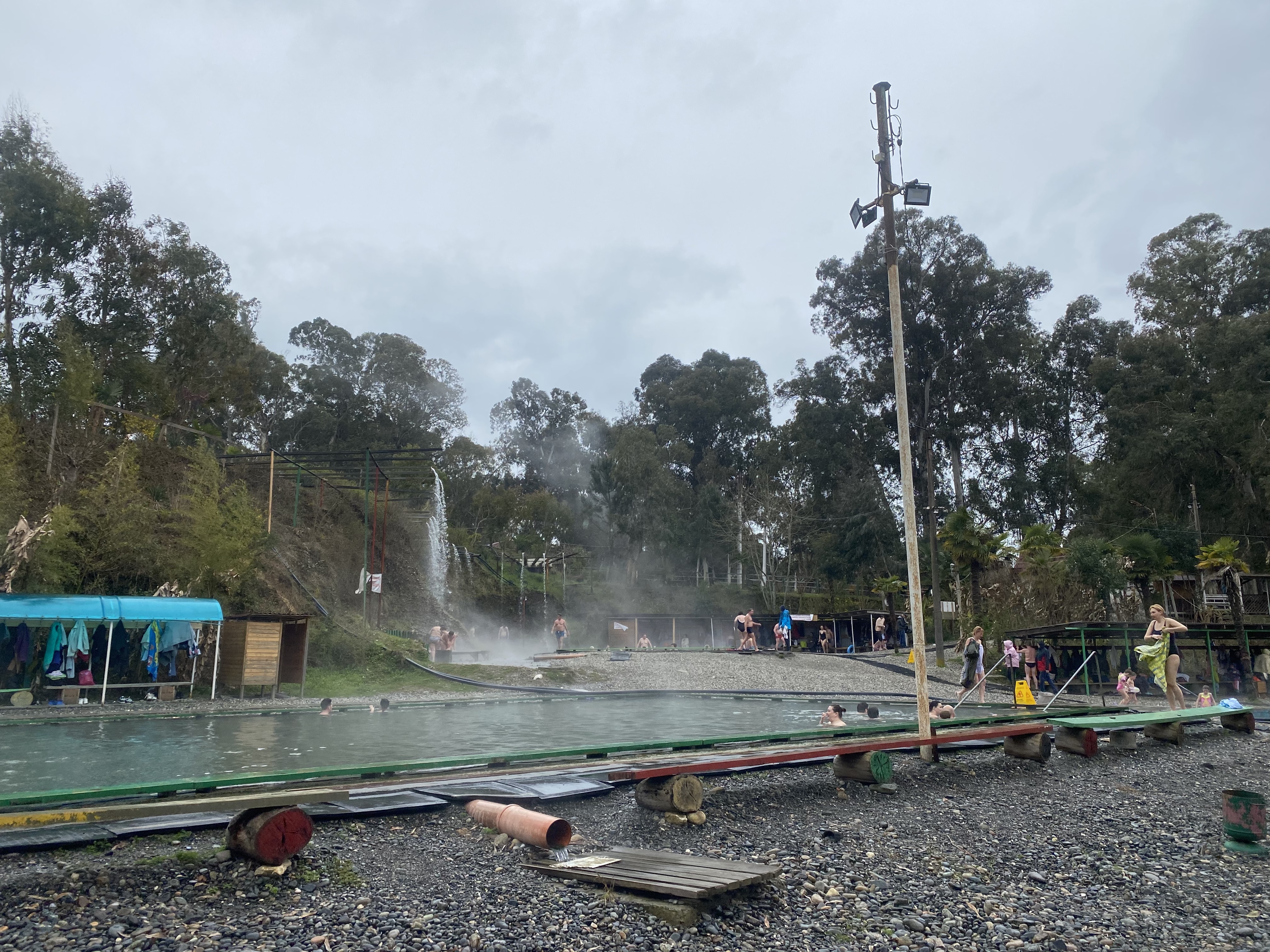
Aguas termales
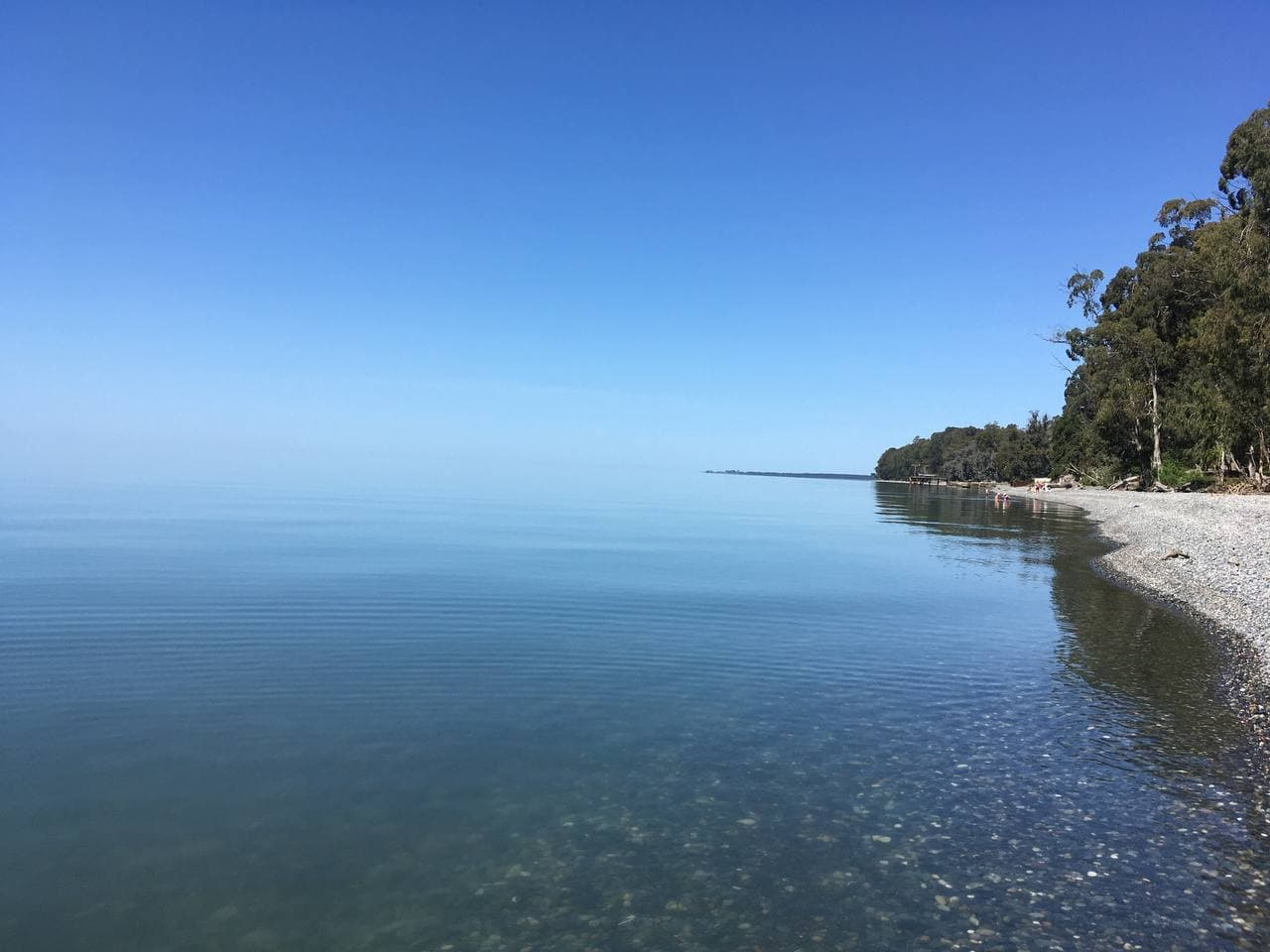
Playa
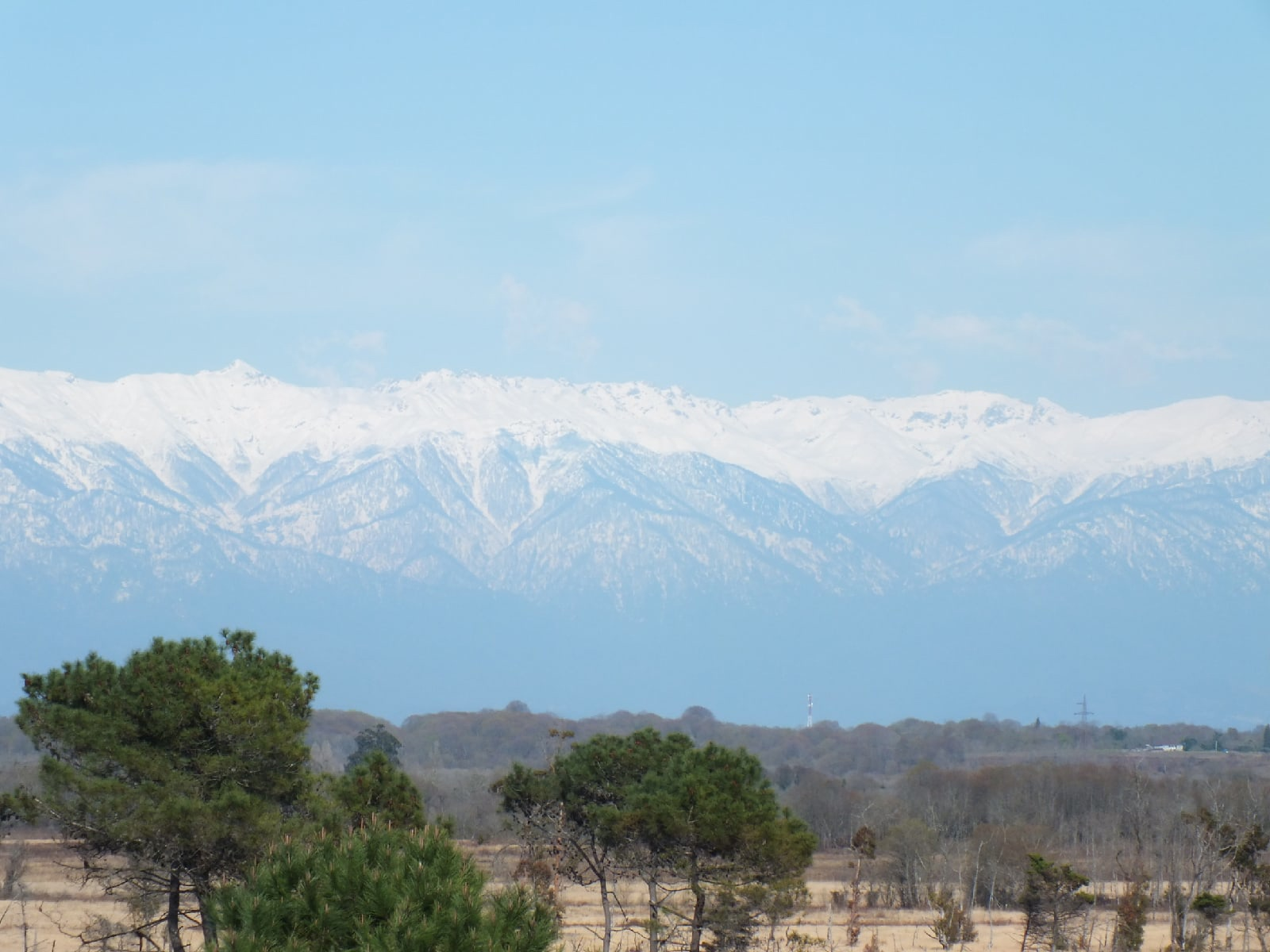
Vistas desde Kindgui